# Costanzo d'Aquino
Costanzo d'Aquino (... – 570 circa) fu vescovo di Aquino. È venerato come santo dalla Chiesa cattolica.

## Agiografia
Attraverso Gregorio Magno conosciamo alcuni dati cronologici della vita di Costanzo: vivente san Benedetto (m. 547), Costanzo era già vescovo di Aquino, quando Aquino venne devastata dalla guerra greco-gotica, molti abitanti furono uccisi e altri perirono per una pestilenza.
La sua morte è avvenuta durante il pontificato di Giovanni III (561-73).
Lo stesso Gregorio Magno, riconobbe in Costanzo il dono della profezia citando due episodi legati alla vita del vescovo aquinate. Nel primo, Costanzo, già nella sua veste di vescovo di Aquino, è alle prese con un chierico indemoniato. Essendo egli privo di poteri taumaturgici, dopo avere inviato il malcapitato presso diversi luoghi di culto per favorirne la guarigione, decide di condurlo a Montecassino dove Benedetto, con la sua preghiera, scaccia il demonio ma avverte il chierico di guardarsi bene in futuro dall'assumere carne e dall'adire agli ordini sacri. 
Nel secondo episodio si racconta che, nel giorno della sua morte, mentre veniva pianto dai fedeli che lo attorniavano con profonda amarezza, perché era sul punto di lasciarli, lo interrogarono, tra le lacrime, con queste parole: "Padre, chi avremo dopo di te?" Ad essi il Padre, mosso da spirito profetico, disse: "Dopo Costanzo uno stalliere; dopo lo stalliere un tintore di panni. Abiti ancor questo, o Aquino." Pronunciate queste parole, esalò l’ultimo respiro. Da quanto noto, gli succedette nella cura pastorale il suo diacono Andrea, che prima aveva governato muli e cavalli, e, morto questi, fu elevato alla dignità episcopale Giovino, che era stato lavatore di panni. Durante quest’ultimo episcopato, la città di Aquino fu devastata dai Longobardi, e gli abitanti morirono in parte ad opera degli invasori, in parte di pestilenza. Si adempì, così, la profezia del Vescovo Costanzo: dopo la morte dei due suoi successori, la sua Chiesa non avrebbe avuto più alcun pastore.

## Culto
La Chiesa cattolica lo considera santo e lo ricorda il 1º settembre. Dal Martirologio Romano: "Ad Aquino nel Lazio, san Costanzo, vescovo, di cui il papa san Gregorio Magno loda il dono della profezia". 
Nel 1742 il vescovo Spadea procedette alla ricognizione delle reliquie del santo patrono, rinvenute sotto l'altare dell'antica cattedrale di Aquino dedicata a san Pietro. Dopo averle onorevolmente riposte in una nuova urna lignea, le fece trasferire nella nuova cattedrale dedicata a Costanzo, dove furono collocate sotto l'altare maggiore. 
La cattedrale di San Costanzo, distrutta nel maggio 1944 per eventi bellici, è stata ricostruita dal vescovo Biagio Musto e dedicata, nell'ottobre 1963, ai ss. Costanzo e Tommaso d'Aquino.